# Wāng
Wāng (汪) is een Chinese achternaam en staat op de honderdvierde plaats van Baijiaxing

## Bekende personen met de naam Wāng of Wong (汪)
- Wang Jingwei 汪精卫, politicus aan het begin van Republiek China
- Wang Daohan 汪道涵, herenigingsstichter tussen Taiwan en Volksrepubliek China
- Liza Wang/Elizabeth Wang Ming-Chun 汪明荃, Hongkongse actrice uit Shanghai
- Wang Pingyun 汪平雲, Taiwanese politicus